# Vilhelm Petersen (1851-1931)
 Der er flere personer med dette navn, se Vilhelm Petersen.
Jens Vilhelm Petersen (9. januar 1851 i Odense – 17. juni 1931 i Odense) var en dansk arkitekt og kongelig bygningsinspektør over Fyn og Sønderjylland. Han søn, Knud Lehn Petersen, blev også arkitekt og overtog desuden faderens embede.
Jens Vilhelm Petersen var søn af tømrermester, brandmajor Rasmus Petersen og Bolette f. Jørgensen. Han tog den store præliminæreksamen ved Odense Katedralskole, gik i tømrerlære hos sin fader og arbejdede flere år som Svend, medens han samtidig besøgte Odense Tekniske Skole og tegnede hos arkitekt Carl Lendorf. Fra oktober 1870 studerede han ved Kunstakademiet i København, hvor han december 1875 fik afgangsbevis, 1879 vandt den Neuhausenske Præmie for opgaven en Kamin i Renæssancestil og 1881 den lille guldmedalje for et fyrsteligt Landslot i gotisk Stil; samtidig arbejdede han som tegner og konduktør for arkitekt Hans J. Holm. 1877-78 opholdt han sig på egen bekostning et år på studierejse i udlandet, særlig i Frankrig, Tyskland og Italien. 1881 bosatte han sig i sin fødeby, hvor han virkede som udøvende arkitekt og fra 1889 til 1929 var kgl. bygningsinspektør for Fyn og det sydlige Jylland. Han var blandt medstifterne af Akademisk Arkitektforening i 1879 og blev æresmedlem 1929. Han var tillige Ridder af Dannebrog og Dannebrogsmand.
Vilhelm Petersen var elev af Hans J. Holm. Fra en noget bunden begyndelse fulgte han tidens udvikling i retning af større frihed over for det historiske. Hånd i hånd dermed gik den plastiske behandling af bygningens "klump" og et mere hjemligt præg. Som et smukt eksempel på hans tidlige arbejder kan nævnes Ane Margrethe Petersens Stiftelse, i ren italiensk renæssance, som Eksempler på de senere det dansk-italienske banepostkontor i Odense og den helt danske Kingos Kirke. Petersens stilling som kgl. bygningsinspektør medførte en stor embedspraksis ved Siden af hans private, hvorved det undertiden gik noget ud over den kunstneriske kvalitet.
Han udstillede på Charlottenborg Forårsudstilling 1879 og 1881 og på Den Nordiske Industri-, Landbrugs- og Kunstudstilling i Kjøbenhavn 1888.
Han blev gift 9. januar 1887 i Odense med Marie Gottschalt, f. 1. februar 1858 i Odense, datter af skorstensfejermester Carl G. og Marie Aagaard.

## Arbejder
- Gravkapel på Kværndrup Kirkegård (1872)
- Bethania, missionshus, Ryttergade 3, Odense (1883)
- Kommuneskole, Klaregade, Odense (1885-86)
- Ane Margrethe Petersens Stiftelse, Smedestræde 33, Odense (1886)
- Vandtårn i Ribe (1887)
- Herregården Skovsgård, Langeland (1887-89)
- Vandtårn i Odense (1888, sammen med prof. Intze, Aachen)
- Kommunal Pigeskole, Hundegade 123, Ribe (1889-90)
- Fodfolkskaserne, Sdr. Boulevard 19-21, Odense (1890-91, nu Sergentskole)
- Garnisonssygehus, Fredericia (1890-92)
- Toldkammer i Rudkøbing (1891)
- Toldkammer i Ringkøbing (1891)
- Herning Posthus (1892)
- Statens Forskoleseminarium, Vejle (1892-93)
- Odense Katedralskole, Jernbanegade, Odense (1892-94)
- Forstanderbolig, Jelling Seminarium (1894)
- Sparekassen, Kerteminde (1895)
- Toldkammer i Esbjerg (1897)
- Post- og Telegrafbygning, Vejle (1897)
- Børnehospital, Odense (1899)
- Toldkammer, Østre Stationsvej, Odense (1899)
- Amtsgården, Vejle (1899-1900)
- Toldkammer i Ærøskøbing (1901)
- Toldkammer i Svendborg (1901)
- Ravnebjerg Kirke, Fyn (1902)
- Broholm Kirke, Fyn (1906-07)
- Vor Frelsers Kirke, Odense (1908-09)
- Klarebro i Odense (1911)
- Nordvestfynske Jernbanestationer (1911)
- Brande Posthus (1913)
- Kgl. Døvstummeskole, Fredericia (1913-14)
- Videbæk Kirke (1913-14)
- Banepostkontoret, Østre Stationsvej, Odense (1916)
- Spare- og Laanekassen i Middelfart (1917)
- Bramming Posthus (1917)
- Toldkammer i Kolding (1917)
- Nøvling Kirke, nær Herning (1918-19)
- Post- og Telegrafbygning i Marstal (1919)
- Kirkesal, Bülowsvej 1, Odense (1919, senere indgået som led i den nye Kingos Kirke)
- Juelsminde Posthus, Rousthøjs Allé 8 (1919-21)
- Toldkammer i Lemvig (1920-21)
- Thomas Kingos Kirke, Odense (1922-24)
- Toldkammer i Sønderborg (1925-26)
- Haderslev Posthus (1926, fredet)

### Restaureringer og ombygninger
- Fuglebjerg Kirke (1888)
- Nørre Nissum Kirke (1895)
- Humble Kirke på Langeland (1898)
- Bjergby Kirke, Fyn (1905)
- Hovedbygningen på Holstenshus genopført efter brand (1909-10, fredet 1990)
- Kavslunde Kirke (1916)
- Haderslev Seminarium (1920, sammen med Peder Gram)
- Haderslev Katedralskole (1924, endvidere nybygning af østfløjen)
- Adsbøl Kirke (1925-26)

### Dekorative arbejder
- Krucifiks i Skt. Hans Kirke, Odense (1890)
- Glasmaleri i st. østvindue i Skt. Knuds Kirke, Odense (1890)
- Kongestol, sammesteds (1894)
- Dør til Marslev Kirke på Fyn (1916)
- Mindetavle for Stads- og Havneingeniør N.H. Blicher i Odense Rådhus (1920)